# ISO 22000
La norma ISO 22000 es un estándar desarrollado por la Organización Internacional de Normalización sobre la seguridad alimentaria durante el transcurso de toda la cadena de suministro. La primera edición fue publicada el 1 de septiembre de 2005. Deriva de la norma ISO 9000.

## Objetivos principales
- Asegurar la protección del consumidor y fortalecer su confianza.
- Reforzar la seguridad alimentaria.
- Fomentar la cooperación entre las industrias y los gobiernos.
- Mejorar el rendimiento de los costos a lo largo de la cadena de suministro alimentaria.

ISO 22000:2018 recoge los “elementos clave” que cubren los requisitos de seguridad industrial, constituyendo la base de cualquier norma de seguridad alimentaria aprobada, estos requisitos que en ningún momento pretenden sustituir los requisitos legales y reglamentarios son:
- Requisitos para desarrollar un Sistema APPCC o HACCP de acuerdo a los principios enunciados en el Codex Alimentario.
- Requisitos para buenas prácticas de fabricación o programa de prerrequisitos.
- Requisitos para un Sistema de Gestión.

Al igual que ocurre con otras Normas Internacionales, todos los requisitos de la norma ISO 22000 son genéricos para así ser aplicables a todas las organizaciones que operan dentro de la cadena de suministro alimentario, para permitirles diseñar e implantar un sistema de gestión de seguridad alimentaria eficaz, independientemente del tipo, tamaño y producto.
Incluyendo tal y como específica la norma en su “ámbito de aplicación” a todas aquellas organizaciones directamente involucradas en uno o más pasos de la cadena alimenticia de suministro alimentario como productores de piensos, agricultores, ganaderos, productores de materias primas y aditivos para uso alimentario, fabricantes de productos alimentarios, cadenas de distribución, cáterin, organizaciones que proporcionan servicios de limpieza, transporte, almacenamiento y distribución de productos alimentarios y otras organizaciones indirectamente involucrado con la cadena alimenticia como proveedores de equipamientos, agentes de limpieza, material de envase y embalaje y productores de cualquier otro material que entre en contacto con los alimentos.

## Requisitos de sistemas de gestión de seguridad alimentaria
Establecidos en 8 capítulos principales, alineados con los ya definidos en las normas ISO 9001 y ISO 14001.
Estos son:
- Ámbito.
- Referencias.
- Términos y definiciones.
- Sistema de gestión de seguridad alimentaria.
- Responsabilidad de la dirección.
- Gestión de recursos.
- Realización de productos seguros.
- Medida, análisis y actualización del sistema.

Hay también 3 anexos que permitirán a una organización, de acuerdo con lo establecido en la propia norma en su “Ámbito de aplicación”:
- Planificar, diseñar, implementar, operar y mantener actualizado un sistema de gestión de seguridad alimentaria que proporcione productos finales acordes a su uso intencionado, que aseguren que los alimentos sean seguros para el usuario final cuando sean consumidos
- Identificar y evaluar los requisitos del cliente y demostrar la conformidad con los requisitos acordados mutuamente relacionados con la seguridad alimentaria,
- Demostrar la comunicación eficaz con los clientes y otras partes interesadas a lo largo de la cadena alimenticia
- Demostrar la conformidad con los requisitos legales y reglamentarios aplicables en relación con la seguridad alimentaria,
- Asegurar que cumple con su política de seguridad alimentaria declarada,
- Demostrar dicho cumplimiento a otras partes interesadas, y
- Buscar la certificación de su sistema de gestión de seguridad alimentaria por una organización externa.

## Estructura
1. Objeto y campo de aplicación: La norma comienza aportando unas orientaciones sobre el uso, finalidad y modo de aplicación de este estándar.
2. Referencias normativas: Recomienda la consulta de determinado material de referencia indispensable para la aplicación de ISO22000.
3. Términos y definiciones: Describe la terminología aplicable a este estándar.
4. Sistema de Gestión de Inocuidad Alimentaria: Aquí se pone en énfasis el establecimiento, documentación, implantación y mantenimiento de un Sistema de Gestión de Inocuidad Alimentaria efectivo, incluyendo los registros y procedimientos requeridos y necesarios para asegurar su desarrollo, implantación y actualización.
5. Responsabilidad de la dirección: Esta sección perfila el compromiso de la dirección en la implantación y mantenimiento del Sistema de Gestión de Inocuidad Alimentaria. Se deberá asignar un responsable del sistema y formar un equipo de Seguridad Alimentaria. Deben quedar establecidos mecanismos de comunicación entre miembros de la organización y con las partes interesadas y programarse revisiones del sistema que corrijan las no conformidades y alcancen la mejora continua.
6. Gestión de recursos: Este apartado establece requisitos relacionados con la programación de actuaciones de formación, la evaluación del personal clave y el mantenimiento de unas infraestructuras y un ambiente de trabajo idóneo para la ejecución de los procesos.
7. Planificación y realización de productos inocuos: En este punto se incluye cualquier requisito reglamentario aplicable a la organización y los procesos llevados a cabo. Insta que la organización apueste por implantar programas prerrequisitos necesarios para obtener una base sólida que soporte la producción de productos seguros.
8. Validación, verificación y mejora del Sistema de Gestión de Inocuidad Alimentaria: Recoge las disposiciones relativas a la comprobación de que todos los componentes del sistema son operativos o si es necesario efectuar modificaciones. Este tipo de actividades deben formar parte de un proceso de mejora continua.

## Anexos
- Anexo A (informativo) Correspondencia entre los requisitos de ISO 22000 y los requisitos de ISO 9001:2015
- Anexo B (informativo) Correspondencia entre los requisitos de ISO 22000 y los Principios APPCC y las directrices para su aplicación ISO 9001:2015
- Anexo C (informativo) Referencias del Codex suministrando ejemplos de medidas de control, incluyendo programas de prerrequisitos y una guía para su selección y uso .

## Historia
| Año  | Descripción             |
| ---- | ----------------------- |
| 2005 | ISO 22000 (1.ª edición) |
| 2018 | ISO 22000 (2.ª edición) |